# David Keilin
David Keilin FRS (21. marts 1887 - 27. februar 1963) var en britsk-jødisk videnskabsmand, der primært forskede i entomologi.
Han modtog Royal Medal i 1939 og Copleymedaljen i 1951.